# パート2
『パート2』（-ツー、Numéro deux、88分、35ミリフィルム）は、監督・脚本ジャン＝リュック・ゴダール、共同脚本アンヌ＝マリー・ミエヴィルによる、公営複合住宅（Ville nouvelle）に住むとある若い家族についての1975年製作のフランスのドキュメンタリー映画、実験映画である。

## 概要
1968年8月の「商業映画との決別宣言」以来、新左翼マオイストでシネフィルの青年ジャン＝ピエール・ゴランとともに結成した「ジガ・ヴェルトフ集団」として、匿名的な映画の集団製作を行なっていたジャン＝リュック・ゴダールは、1972年、『ジェーンへの手紙』の完成をもって同グループを解散、前作『万事快調』のスチルカメラマンとして同作に参加したアンヌ＝マリー・ミエヴィルとともに映画製作会社「ソニマージュ」を設立（設立第一作は『ジェーンへの手紙』）、1973年、住み慣れたパリからイゼール県グルノーブルに本拠地を移した。
心機一転のゴダールに、ジガ・ヴェルトフ集団解散後初の単独演出による新作を持ち込んだのは若手映画プロデューサーのジャン＝ピエール・ラッサム。彼は共同製作による巨額の資金を調達・提供して、仏米の左翼俳優イヴ・モンタンとジェーン・フォンダを主演に『万事快調』を製作した男。ラッサムは筆頭プロデューサーとして、ゴダールの処女長編とおなじジョルジュ・ド・ボールガールを担ぎ出した。1975年、このミエヴィルとの共同脚本第一作、「ソニマージュ」社の第二作にゴダールは『パート2』と名づけ、「『勝手にしやがれ』のパート2なのだ」と宣言する。
下記#解説にあるように、本作は『勝手にしやがれ』とは似ても似つかないドキュメンタリー作品である。ボールガールが1973年に設立したベラ・プロデュクシオン社と、ゴダール＝ミエヴィルの「ソニマージュ」社、そして『勝手にしやがれ』を配給した「ソシエテ・ヌーヴェル・ド・シネマトグラフィ（SNC）」社の出資で製作、SNC社がフランス国内配給を行った。スターキャスティング作品だった『万事快調』とは異なり、まったくのノンスター、職業俳優は『万事快調』やアーヴィン・カーシュナー監督の『S*P*Y*S』のピエール・ウードレイと、ジョルジュ・フランジュ監督の『顔のない眼』のアレクサンドル・リニョーといった脇役俳優のみ。ボールガールは本作のあと、ゴダール＝ミエヴィル共同監督作『うまくいってる?』（1978年）に出資、それ以降は1本たりともゴダールの作品に出資をしていない。
ラッサムはこの後、ジガ・ヴェルトフ集団時代に完成できなかった『勝利まで』（1970年）をゴダール＝ミエヴィルに再編集させて、ゴーモン社に出資させて『ヒア＆ゼア こことよそ』（1976年）として完成させ、さらにはゴダール＝ミエヴィル共同監督作『うまくいってる?』（1978年）を製作。1972年のゴダール＝ゴランの決裂以降、『勝手に逃げろ/人生』（1979年）で商業映画に復帰する以前、グルノーブル時代のゴダール＝ミエヴィルの創作活動を資金的に支援した。
35ミリフィルムカメラとビデオカメラを駆使した撮影を行った撮影監督のウィリアム・リュプチャンスキーは、1970年、未完の『勝利まで』でゴダールと初めて仕事をした。本作はその雪辱戦であった。もともと1965年にアニエス・ヴァルダの短編でデビューし、ジャック・ドワイヨンの初期短編やクロード・ランズマンの社会派ドキュメンタリー『Pourquoi Israel（なぜイスラエル）』（1972年）を撮っていた。『6x2』（1976年）、『二人の子どもフランス漫遊記』（1977年 - 1978年）といったゴダール＝ミエヴィルのビデオ作品や『うまくいってる?』、そしてゴダールの商業映画復帰第一作『勝手に逃げろ/人生』に参加、その後は11年ぶりに『ヌーヴェルヴァーグ』（1990年）で撮影をして以来、ゴダール作品はない。
マルセル・モソッティは、1960年に映画プロデューサーピエール・ブロンベルジェのもとでジャック・ドニオル＝ヴァルクローズ監督の『唇(くち)によだれ』でデビューした製作主任で、その後はゴダール旧知のヴェテラン俳優で映画監督のジャン＝ピエール・モッキーの監督作を4本とジャック・タチ監督の『トラフィック』を手がけた人物。本作は初のゴダール作品かつドキュメンタリー作品、しかもビデオも駆使した作品であった。

## 解説
本作は、2つのビデオをスクリーンに同時に登場させるという特異なスタイルをつかい、物語の複数の解釈と映画制作と編集プロセスへのコメントを導き出させている。
本作は2つのパートに分かれる。最初の1/3の部分では、ゴダールが映画（貨幣）をつくるにはなにが必要かを討議し、またどのように貨幣を手に入れるかを記述する。残り2/3の部分では、物語のそれぞれのキャラクタが自らの日常の経験について、第一に詩的な、第二に政治的なダイアローグを通じて討議する。
『パート2』は、カットなしワンショット、ひとつながりのゴダールの長大なモノローグで始まる。ゴダールはパリからより小さな場所（グルノーブル）への移住と、一本の映画をつくるために必要なファイナンスについて議論し、機械と大衆、つまり工場と風景のような諸身体との間の関係に触れ、そして、ひとつの撮影所とは彼が労働者であると同時に雇用主であるような工場である、という観念に触れる。本作のこの冒頭のシークエンスを通じて、やがてのちのメイン・セクションで再登場するキャラクタたちをフィーチャーしたテレビ・モニタをわれわれは提示される。彼らはこのステージでは謎のままだ。これら名目上矛盾したテーマをもって、フランスの公営集合住宅に住む一家族における性生活と経済生活を明らかにする方向へ運んでゆく。この家族はもっと泥臭い方法で同じことに没頭している。女性の身体はまるで電気のように充電したり放電したりするように記述される。父親と母親の身体は、風景であるか工場であるかのどちらかである。性行動は作業中に起きるものを意味している。いわく、性とは労働である。
ゴダールは、そして物語のあとのほうではサンドリーヌ（サンドリーヌ・バティステラ）とピエール（ピエール・ウードレイ）は、これらのことが両立しないのではなく、一方から他方へ「と（英語 and、仏語 et）」という接続詞を通じてついて来るものだと記述している。たとえば、女は風景と工場である、映画は政治的でもポルノグラフィックでもない、その両方である。サンドリーヌはこう言う。快楽は複雑、ところが、苦痛は単純である。苦痛あるいは抑圧に快楽を見出すことはファシズムにつながる、と彼女は述べる。（Le plaisir, c'est pas simple. C'est l'angoisse qui est simple, pas le plaisir. C'est le chômage qui est simple, pas le plaisir. Quand il y a du plaisir à être chômeur, alors c'est le fascisme qui s'installe.、仏語原文直訳「快楽は単純ではない。単純なのは不安であり、快楽ではない。単純なのは失業であり、快楽ではない。失業者であることに快楽があるというのなら、そこに設置されているのはファシズムである」）
サンドリーヌとピエールの家族は、アパルトマンの各部屋に設置された静止カメラによって「観察」され、その映像はのちにプレイバックされ、35ミリフィルムに記録される。本作の冒頭のシークエンスはフルスクリーンサイズのクオリティ（ダイレクトに35ミリカメラで撮影された）であるが、アパルトマンでのシーンはスクリーンのうちの小さな部分だけであり、シーンが互いを偽りもする。何が示され、何がカットされ、何がいっしょにされているのかといった編集プロセスが、本作の中心である。この技術は、編集プロセスに言及する（ある編集の技巧をつくりだすのに先んじて、並んでともにカットされるだろうシーケンスを編集技師が見るところ）。音響デザインは人々のダイアローグにかぶって、外ノイズ（鳥のさえずり、子どもたちの遊ぶ声）を強調し、そのことによって外側の世界が進入してくる効果を与え、家庭内で起こることに影響を及ぼす。
サンドリーヌとピエールは、彼らの子どもたちとおなじように、性について討議する。性は（与えられ奪われることができるという意味で）抑圧のためのツールであり、快楽と苦痛の源泉である。子どもたちは性と身体についての討議に参加し、それにコメントする。ヴァネッサ（娘）はこう述べる。「お父さんとお母さんがやることはあるときはすてきだし、あるときは糞だ」。
本作はたくさんの解釈に対してオープンである。これは、家族というユニットに上部構造の権力をハイライトを当てることによってなされた家族生活のマルクス主義的分析である。身体、経済、家族について欲望機械（Desiring machine）として語っているという意味で、本作は、ジル・ドゥルーズとフェリックス・ガタリの『アンチ・オイディプス』に共鳴している。

## スタッフ
- 監督　ジャン＝リュック・ゴダール
- 脚本　ジャン＝リュック・ゴダール、アンヌ＝マリー・ミエヴィル
- 撮影　ウィリアム・リュプチャンスキー
- 音楽　レオ・フェレ
- 録音　ジャン＝ピエール・リュー
- 編集　ジャン＝リュック・ゴダール、アンヌ＝マリー・ミエヴィル
- 製作主任　マルセル・モソッティ
- プロデューサー　ジョルジュ・ド・ボールガール、ジャン＝ピエール・ラッサム
- 製作会社　ベラ・プロデュクシオン（パリ）、ソニマージュ（グルノーブル）、ソシエテ・ヌーヴェル・ド・シネマトグラフィ（SNC、パリ）
- 配給　ソシエテ・ヌーヴェル・ド・シネマトグラフィ（SNC）

## キャスト
- サンドリーヌ・バティステラ　（母親サンドリーヌ）
- ピエール・ウードレイ　（父親ピエール）
- アレクサンドル・リニョー（フランス語版）　（祖父アレクサンドル）
- ラシェル・ステファノポリ　（祖母ラシェル）
- ジャン＝リュック・ゴダール　（本人）

## 註
1. ↑  カジャ・シルヴァーマン（Kaja Silverman）、ハルン・ファロッキ（Harun Farocki）著『Speaking About Godard』 、p.142
2. ↑  L'Anti-Oedipe, capitalisme et schizophrenie、Gilles Deleuze、Félix Guattari、1972年
邦訳『アンチ・オイディプス - 資本主義と分裂症』訳市倉宏祐、河出書房新社、1986年　ISBN 4309240828
文庫版、訳宇野邦一、河出書房新社、2006年　上 ISBN 4309462804、下 ISBN 4309462812